# Влакът
„Влакът“ е военен филм от 1964 г., режисиран от Джон Франкенхаймър с участието на Бърт Ланкастър, Пол Скофийлд и Жана Моро. Сценарият, написан от Франклин Коен, Франк Дейвис и Уолтър Бърнстейн, е базиран донякъде на нехудожествената книга Le front de l'art от Роуз Валанд, която описва произведенията на изкуството, поставени в склад, ограбени от нацистка Германия от музеи и частни колекции. Артър Пен е оригиналният режисьор на „Влакът“, но е заменен от Джон Франкенхаймър три дни след началото на снимките.

## Сюжет
Внимание:  Текстът по-долу разкрива сюжета на произведението (или части от него)!
Действието се развива през август 1944 г. по време на Втората световна война и изправя члена на Френската съпротива Пол Лабиш (Ланкастър) срещу германския полковник Франц фон Валдхайм (Скофийлд), който се опитва да премести откраднати шедьоври на изкуството с влак до Германия.

## В ролите
| Актьор          | Роля                         |
| --------------- | ---------------------------- |
| Бърт Ланкастър  | Пол Лабиш                    |
| Пол Скофийлд    | Полковник Франц фон Валдхайм |
| Жана Моро       | Кристин                      |
| Сюзан Флон      | Госпожица Вилар              |
| Мишел Симон     | Папа Буле                    |
| Вольфганг Прайс | Майор Херен                  |